# Volta Internacional da Pampulha 2008
A Volta Internacional da Pampulha de 2008 foi a décima edição do evento, realizado no dia 7 de dezembro de 2008, em Belo Horizonte 
O vencedor foi Nicholas Koech, e no feminino a campeã foi a queniana Nancy Kipron

## Resultados

### Masculino
- 1- Nicholas Koech – QUE/Fila – 53min05s
- 2- Kipromo Mutai – QUE/Athletic Sports -53min07s
- 3- Franck Caldeira - BRA/Cruzeiro – 53min37s
- 4- Giomar Ferreira da Silva – BRA/Cultura Inglesa – 53min54s
- 5- João Ferreira da Lima – BRA/Cruzeiro – 54min09s
- 6- José do Nascimento Souza – BRA/CAIXA – 54min34s
- 7- Raimundo Nonato Aguiar – BRA/Pé de Vento – 54min40s
- 8- Elias Bastos – BRA/Cultura Inglesa – 55min27s
- 9- Anoé dos Santos Dias – BRA/Aratropi – 55min35s
- 10- Daniel Too – QUE/Obcursos – 55min48s

### Feminino
- 1  Nancy Kipron – QUE/Fila – 1h02min23s
- 2- Sueli Pereira da Silva – BRA/UDF – 1h02min51s
- 3- Priscah Jeptoo - QUE/Fila – 1h03min10s
- 4- Edielza Alves dos Santos – BRA/Cruzeiro – 1h03min21s
- 5- Maria Zeferina Baldaia – BRA/Pinheiros – 1h03min25s
- 6- Conceição Maria de Carvalho – BRA/CAIXA – 1h03min59s
- 7- Marizete Moreira dos Santos – BRA/Mizuno – 1h04min19
- 8- Adriana Aparecida da Silva – BRA/Pinheiros – 1h04min42s
- 9- Jane Kyara – QUE/Fila – 1h04min58s
- 10- Emily Chepkomi – QUE/Athletic Sports – 1h05min30s